# Eislebener Senke

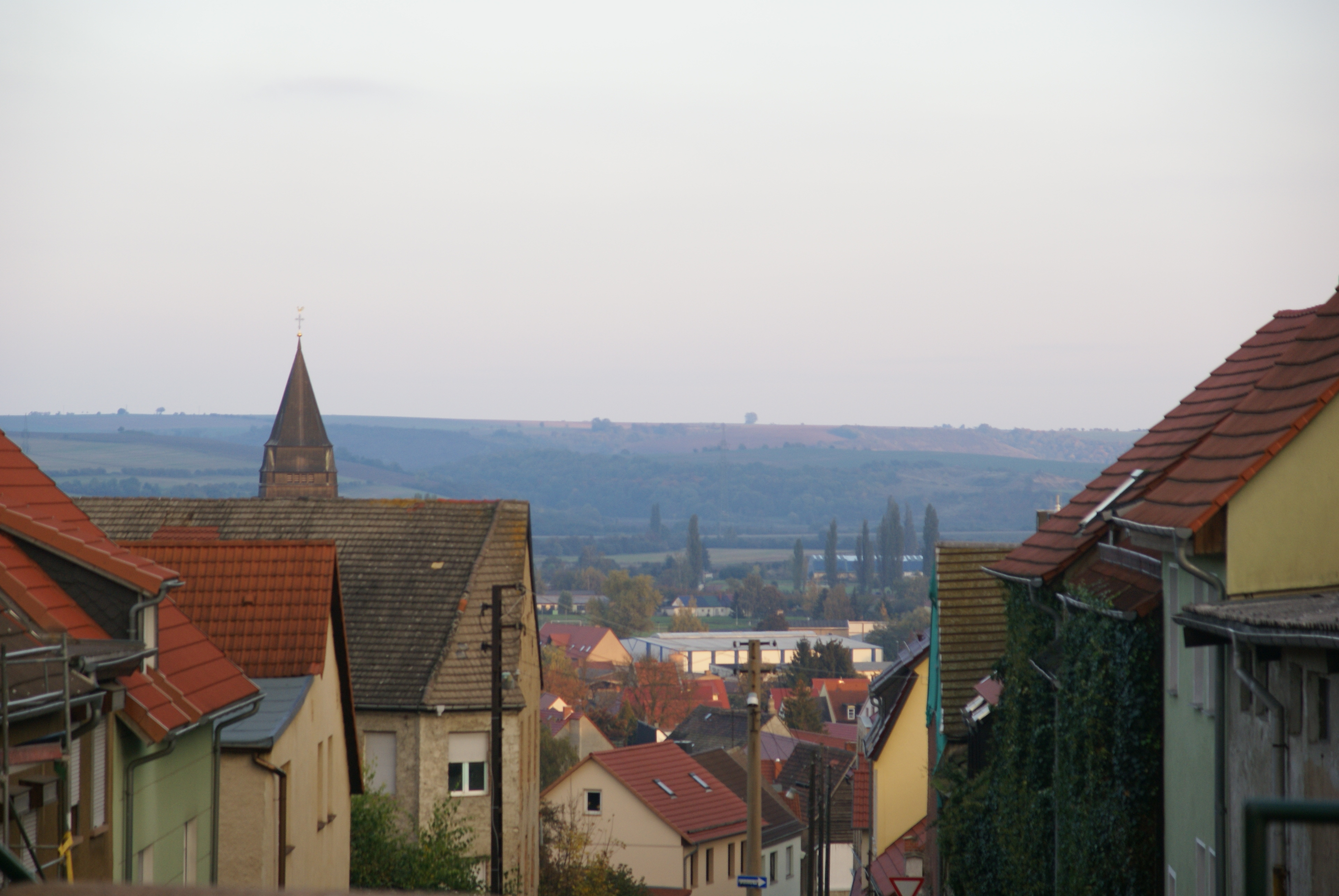
Blick über Eisleben und die Niederung sowie im Hintergrund die höher gelegene Mansfelder Platte.

Die Eisleb(en)er Senke, auch:  Eisleb(en)er Niederung oder  Eisleb(en)er Mulde 1 ist ein landschaftlicher Bestandteil des Mansfelder Lands in Sachsen-Anhalt, Deutschland.

## Lage
Das Gebiet liegt westlich von Halle (Saale) im Landkreis Mansfeld-Südharz in Sachsen-Anhalt. Die Senke ist ca. 17 km lang und befindet sich zwischen den Hochflächen der Mansfelder Platte im Norden und dem Hornburger Sattel im Süden. Namensgebend ist die Lutherstadt Eisleben im Nordwesten der Senke. 
An tieferen Stellen befinden sich die Seen Süßer See, Bindersee  und Kernersee, wobei der Letztere früher eine Randbucht des größeren Salzigen Sees gewesen ist. Dieser wurde trockengelegt, um den Bergbau in der Region vor einbrechenden Wassermassen zu sichern. Die Niederung verengt sich im Nordosten zum Salzatal. Dieses stellt den einzigen oberirdischen Abfluss des Wassers der Senke dar.

## Geologie und Entstehung

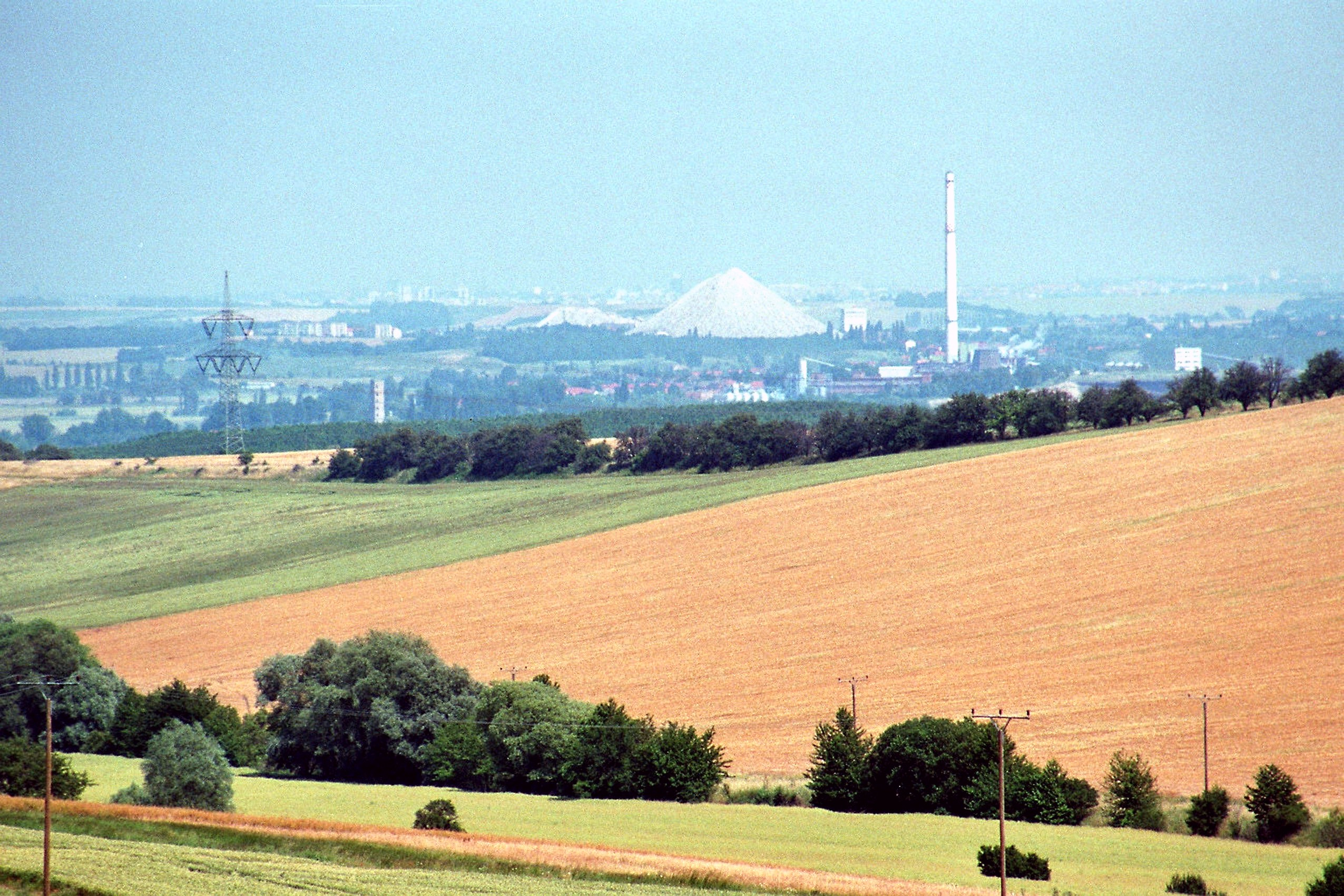
Salzbergwerk Teutschenthal und Braunkohlewerk Amsdorf

Die Eislebener Senke befindet sich regionalgeologisch am Südrand der Mansfelder Mulde. Diese besteht hier aus den triassischen Sedimenten des Buntsandsteins, die von Kalksteinen, Gipssteinen und Salzlagerstätten des Zechsteins unterlagert werden. Insbesondere letztere neigen unter höheren Drücken zum Fließen, sodass sich an einer Wegsamkeit der sog. Teutschenthaler Salzsattel gebildet hat. Durch seinen Aufstieg gelangte sein Material in den Einfluss von Sickerwässern, sodass die Salze und Gipssteine in den höheren Lagen gelöst und ausgewaschen wurden. Das hangende Gestein sackte mit der Zeit nach, sodass sich die Eislebener Senke bildete. Damit stellt die Senke eine Subrosionsstruktur dar.
Im Bergwerk Teutschenthal wurde das Kalisalz in der Vergangenheit unterirdisch abgebaut. Das Bergwerk ist heute noch in Betrieb und überlebt wirtschaftlich als Endlager von Giftstoffen.
Im Jahre 1996 ereignete sich im Bergwerk Teutschenthal ein Bergsturz in einer unterirdischen Kaverne. Dadurch entstand ein für die Region untypisches Erdbeben der stärke 5,6 auf der Richterskala, dass noch im nahen Halle-Neustadt zu Schäden an den Gebäuden führte.
Neben den Salzkörpern wird im Tagebau in Amsdorf tertiäre Braunkohle abgebaut. Um Eisleben bestand in der Vergangenheit eine bedeutende Montanregion, die ein Vorkommen permischer Kupferschiefer verzehrte (siehe Mansfeld (Unternehmen)). 
Die unterirdische Lösung des Salzes sowie das Nachfallen des Deckgebirges hält bis in die Gegenwart an. In den 1950er-Jahren wurde erwogen, die Ortschaft Erdeborn wegen des Auftretens mehrerer Erdfälle aufzugeben. Da der Kupferschiefer-Bergbau bei Eisleben den Wasserhaushalt der Mulde störte, kam es auch dort zu mehreren Erdfällen, sodass ein ganzes Stadtviertel abgerissen werden musste. Am Nordhang der Niederung kommt es zur Bildung von Bodenrissen, was auf Bewegungen des Hangkörpers hinweist.